# Scissor Sisters
Scissor Sisters – amerykański zespół muzyczny, założony w Nowym Jorku w roku 2001, wykonujący muzykę pop-rockową z elementami glam rocka, disco i kabaretu.
We wrześniu 2006 roku utwór zespołu zatytułowany „I Don’t Feel Like Dancin’” zajął pierwsze miejsce na liście najpopularniejszych singli w Wielkiej Brytanii.
Członkowie grupy (czterech mężczyzn i kobieta) inspirację czerpią między innymi z tzw. sceny gejowskiej. Nazwa zespołu (początkowo brzmiąca Dead Lesbian and the Fibrillating Scissor Sisters) nawiązuje do jednej z lesbijskich pozycji seksualnych, trybadyzmu (w jęz. ang. potocznie scissoring).
Zespół był gwiazdą Open'er Festival w Gdyni w 2006 roku.
23 października 2012 roku, podczas występu na Camden Roundhouse w Londynie, Scissor Sisters ogłosił przerwę na czas nieokreślony. Rok później Ana Matronic podkreśliła w wywiadzie, że nie jest to definitywny koniec działalności zespołu.

## Skład zespołu
- Jake Shears – wokalista
- Babydaddy – gitarzysta, klawiszowiec
- Ana Matronic – wokalistka, tamburyniarz
- Del Marquis – gitarzysta
- Randy Real – perkusista

Byli członkowie
- Paddy Boom – perkusista

## Dyskografia
- 2004: Scissor Sisters
- 2006: Ta-Dah
- 2010: Night Work
- 2012: Magic Hour

## Trasy koncertowe
|  | - Trasa koncertowa po Europie (2003) - The Ta-Dah Tour (2007) - The Night Work Tour (2010/2011) | Jako support - Vertigo Tour support U2 (2005) - Touring the Angel support Depeche Mode (2006) - The Monster Ball Tour support Lady Gagi (2011) |

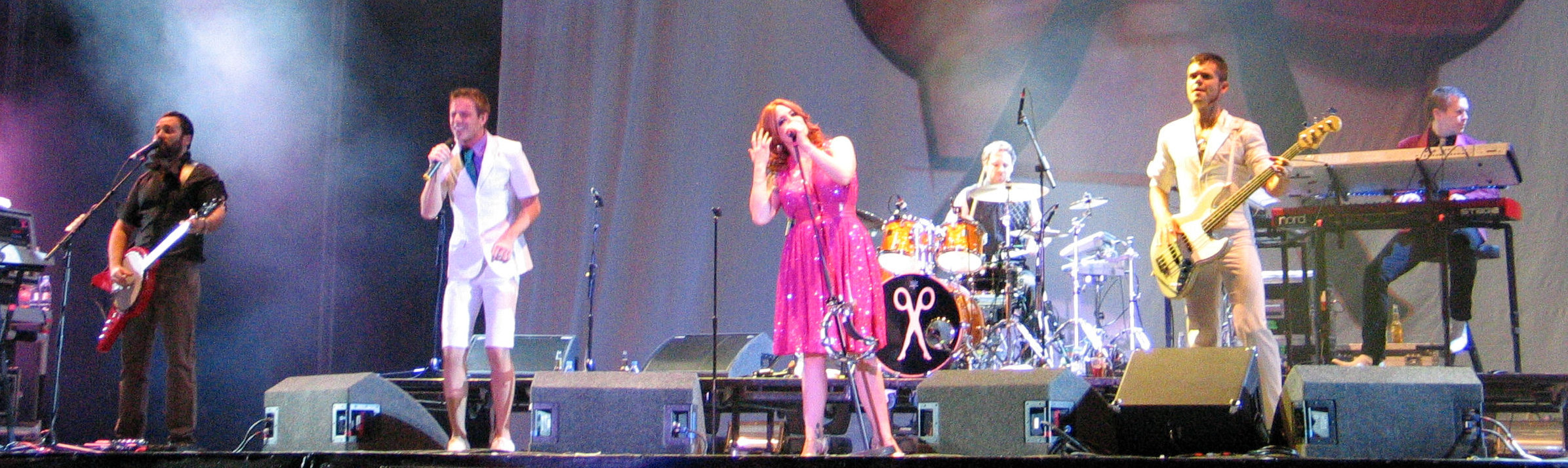
Scissor Sisters podczas Suoer Bock Super Rock Festival w Portugalii.